# Tetraplodon paradoxus
Tetraplodon paradoxus là một loài rêu trong họ Splachnaceae. Loài này được (R. Br.) I. Hagen mô tả khoa học đầu tiên năm 1901.